# Loopingracer
Loopingracer (ook wel Launchingracer) is de verzamelnaam voor drie stalen custom-achtbanen die gebouwd zijn door Anton Schwarzkopf. 
Bij de Loopingracer waren er een aantal vaste punten, maar kon de klant zelf het verloop van de baan kiezen. De optakeling gebeurde door middel van een ketting, en er zit een looping in de baan. Bovendien gaat de baan op een gegeven moment ook door de looping.
De gebouwde banen variëren van 741 tot 1081 meter lang, 21 tot 34,5 meter hoog en met snelheden van 79 tot 8,5 kilometer per uur. De eerste werd gemaakt in 1976 en was de eerste moderne achtbaan met een looping.

## Voorbeelden
- Revolution in  Six Flags Magic Mountain
- SooperDooperLooper in  Hersheypark

Lijst van achtbaanmodellen ontworpen door Anton Schwarzkopf